# 宮澤康人
宮澤 康人（みやざわ やすと、1933年3月30日- ）は、日本の教育学者、東京大学・放送大学名誉教授。長野県長野市生まれ。
東京大学教育学部卒業、同大学大学院教育学研究科、経済学研究科博士課程中退。コロンビア大学で修士号取得。関西大学文学部専任講師、東京大学教育学部助教授、教授。1994年、定年退官、名誉教授、放送大学教養学部教授。2004年、退任、名誉教授。大人と子供の関係史研究会世話人。専攻は教育史・教育哲学。

## 著書
- 『大人と子供の関係史序説 教育学と歴史的方法』柏書房　1998
- 『教育文化論 発達の環境と教育関係』放送大学　2002
- 『〈教育関係〉の歴史人類学 タテ・ヨコ・ナナメの世代間文化の変容』学文社　2011

## 共編著
- 『社会史のなかの子ども アリエス以後の<家族と学校の近代>』編　新曜社　1988
- 『子供の世界』星薫共編著　放送大学　1992
- 『近代の教育思想』編著　放送大学　1993
- 『世界の教育』編著　放送大学　1993
- 『世界の教育』小林雅之共編著　放送大学　1998

## 翻訳
- L.ドゥモース『親子関係の進化 子ども期の心理発生的歴史学』共訳　海鳴社　1990

## 注
1. ↑  『現代日本人名録』2002年

## 参考
- 「教育関係」の歴史人類学―タテ・ヨコ・ナナメの世代間文化の変容 - 紀伊國屋書店BookWeb